# Montpezat (Gard)
Montpezat é uma comuna francesa na região administrativa de Occitânia, no departamento de Gard. Estende-se por uma área de 11,98 km². Em 2010 a comuna tinha 1 330 habitantes (densidade: 111 hab./km²).